# CO Roubaix-Tourcoing
Club Olympique de Roubaix Tourcoing là một câu lạc bộ bóng đá Pháp đến từ thành phố Roubaix, Nord. Đội được thành lập vào năm 1945 trong sự hợp nhất của ba câu lạc bộ: Excelsior AC Roubaix, RC Roubaix và US Tourcoing. Đội đã vô địch Division 1 vào năm 1946/1947. Câu lạc bộ rơi vào cấp độ thấp hơn của bóng đá Pháp và cuối cùng bị giải thể vào ngày 15 tháng 6 năm 1970.

## Danh hiệu
- Ligue 1: 1947

## Lịch sử huến luyện viên
- Jean Batmale 1945–1946
- Charles Demeillez 1946–1947
- Georges Winckelmans 1947–1948
- Ernest Payne 1948–1949
- Julien Darui 1949 – tháng 1/1953
- Marcel Desrousseaux tháng 1/1953 – tháng 2/1955
- Jean Baratte tháng 2/1955 – 1955
- Stanis Laczny 1955 – tháng 4/1959
- Robert Lemaitre tháng 4/1959 – 1959
- Jean Lechantre 1959–1960
- Maurice Blondel 1960–1962
- Jacques Favre 1962–1963
- Marcel Desrousseaux 1963–1964